# Triballes
Le nom Triballes désigne un peuple antique, ou une confédération de peuples, qui habitait la Mésie durant l'Antiquité.

## Origines
Parce qu'ils étaient établis entre le Danube et le mont Hémos, en Thrace septentrionale, on pensa dès l'Antiquité (Strabon, Diodore de Sicile) que les Triballes étaient eux-mêmes des Thraces, mais plus tardivement, Étienne de Byzance les range parmi les Illyriens, tandis que des historiens comme Venceslas Kruta ou Maurice Meuleau se sont demandé s'ils n'étaient pas une branche du peuple celtique des Scordices, également établi dans la région. Il est possible que les Triballes aient été une confédération de tribus de différentes origines ; Hérodote dans ses Histoires et Strabon dans sa Géographie rapportent qu'ils vivaient entre l'Istros et les monts Hæmos, étant divisés en deux groupes : les Picenses entre les affluents du Danube le Margos et l'Oescos, et les Usdicenses en aval de l'Oescos.

## Histoire
Exemple traditionnel de sauvagerie en Grèce antique, Aristote rapporte dans ses Topiques qu'ils sacrifient leur père. Les Triballes menacent à plusieurs reprises les cités grecques installées sur les côtes adriatiques, égéennes (Abdère en 377 avant notre ère) ou pontiques, qui ne doivent leur salut qu'à l'intervention d'Athènes. En 339 avant notre ère, Philippe II, au retour de son expédition contre les Scythes, se voit refuser le passage de l'Istros par les Triballes à moins de partager son butin. Au cours du combat qui s'ensuivit, au résultat indécis, Philippe perdit une partie du butin et fut blessé. Au printemps 335 avant notre ère, après que les Triballes eurent attaqué des garnisons macédoniennes, Alexandre le Grand lance contre eux une grande offensive. Dans cette campagne, nécessaire pour Alexandre car elle lui permet de garantir sa frontière nordique avant son expédition d'Asie, les effectifs engagés sont considérables (plus de 15 000 fantassins et 1 500 cavaliers). Les Triballes, dirigés par le roi Syrmos, sont sévèrement battus et ne se manifestent plus par la suite.

## Instrumentalisations modernes
Dans le cadre du protochronisme, les Triballes ont été instrumentalisés à la fois par des auteurs Bulgares, Roumains et Serbes : le nom serbe pour les Triballes est Srblji / Србљи, celui des Thraces est Rasani - évoquant le premier état serbe ou Rascie ; quant aux minorités roumaines de Serbie et de Bulgarie, elles ont pris l'habitude depuis les années 1990 d'appeler Tribalia la région où elles vivent dans le nord-est de la Serbie (Portes de Fer, vallée du Timok) et le nord-ouest de la Bulgarie (autour de Vidin et de Montana).